# Rajd Wielkiej Brytanii 1991
Rajd Wielkiej Brytanii 1991 (47. Lombard RAC Rally) – 47 Rajd Wielkiej Brytanii rozgrywany w Wielkiej Brytanii w dniach 24-28 listopada. Była to czternasta runda Rajdowych Mistrzostw Świata w roku 1991. Rajd został rozegrany na nawierzchni szutrowej. Bazą rajdu było miasto Harrogate.

## Wyniki[1]
| Msc. | Kierowca             | Pilot                   | Samochód                    | Czas    | Strata | Grupa | Punkty |
| ---- | -------------------- | ----------------------- | --------------------------- | ------- | ------ | ----- | ------ |
| 1    | Juha Kankkunen       | Juha Piironen           | Lancia Delta Integrale 16V  | 5:46.43 | 0.0    | A8 M  | 20     |
| 2.   | Kenneth Eriksson     | Staffan Parmander       | Mitsubishi Galant VR-4      | 5:49.35 | +2.52  | A8 M  | 15     |
| 3.   | Carlos Sainz         | Luis Moya               | Toyota Celica GT-Four       | 5:52.43 | +6.00  | A8 M  | 12     |
| 4.   | Timo Salonen         | Voitto Silander         | Mitsubishi Galant VR-4      | 5:55.34 | +8.51  | A8 M  | 10     |
| 5.   | Ari Vatanen          | Bruno Berglund          | Subaru Legacy RS            | 5:56.50 | +10.07 | A8 M  | 8      |
| 6.   | François Delecour    | Daniel Grataloup        | Ford Sierra RS Cosworth 4x4 | 6:02.04 | +14.57 | A8 M  | 6      |
| 7.   | Hannu Mikkola        | Johnny Johansson        | Mazda 323 GTX               | 6:02.41 | +15.58 | A8 M  | 4      |
| 8.   | Marc Duez            | Klaus Wicha             | Toyota Celica GT-Four       | 6:08.44 | +22.01 | A8    | 3      |
| 9.   | Bruno Saby           | Jean-François Fauchille | Lancia Delta Integrale 16V  | 6:10.42 | +23.59 | A8    | 2      |
| 10.  | Louise Aitken-Walker | Tina Thörner            | Ford Sierra RS Cosworth 4x4 | 6:23.29 | +36.45 | A8    | 1      |

## Klasyfikacja końcowa sezonu 1991
Tabele przedstawiają tylko pięć pierwszych miejsc.

### Kierowcy
| Lp. | Kierowca         | Pkt |
| --- | ---------------- | --- |
| 1   | Juha Kankkunen   | 150 |
| 2   | Carlos Sainz     | 143 |
| 3   | Didier Auriol    | 101 |
| 4   | Massimo Biasion  | 69  |
| 5   | Kenneth Eriksson | 66  |

### Producenci
| Lp. | Producent  | Pkt |
| --- | ---------- | --- |
| 1   | Lancia     | 137 |
| 2   | Toyota     | 128 |
| 3   | Mitsubishi | 62  |
| 4   | Ford       | 54  |
| 5   | Mazda      | 44  |